# ズビズビズー
「ズビズビズー」（ラテン文字: Zou Bisou Bisou、Zoo Be Zoo Be Zoo）は、1960年のフランスの楽曲である。

## 概要
ビル・シェパードとアラン・トゥーが制作し、フランス語詞でのヴァージョンはミシェル・リヴゴーシュによる。本作のオリジナルは、初期のヴァージョンが連想させる通り、イエイエ・ムーブメントから派生したものだった。そのテーマは、あからさまな愛の告白として、或いは口づけの歓びとして様々な表現がなされている。
本作は1960年夏のジリアン・ヒルズ最初のシングルであった。フランス語で録音され、タイトルは「Zoo Be Zoo Be Zoo」。プロデュースはジョージ・マーティンが務め、英語で歌唱したのはソフィア・ローレンだった。大部分の情報源が本作のオリジナルをヒルズとしているが、ニューヨーク誌は “作詞作曲のクレジットによればローレンのヴァージョンをオリジナルとするのがもっともらしい” と主張している。スレート誌のデビッド・ホグランドはヒルズのバージョンは初期の録音の中で最も有名なものだと指摘している。ローレンの歌唱は1961年、日本でも7インチシングル盤で発売されている。
本作は、マッドメン・シーズン5の第1話（2012年3月26日放送）の中でメーガン・ドレーパー（英語版）を演じるジェシカ・ペアが歌唱した。そのAMCでの放送の翌日、本作は楽曲配信と特別版のレコードで発売された。ペアのパフォーマンスは事前の録音とのリップシンクであった。

## ヴァージョン
Amazonでは本作の9つのヴァージョンが楽曲ダウンロードで販売されているが、ペアのものは含まれない。Amazonではヒルズのヴァージョンはツイスティン:ザ・ロック – vol.9（Twistin': The Rock - Vol.9）から、カサビアンカのバージョンはレ・シャンソン・ド・マ・ジュネス（Les Chansons de ma jeunesse）から、ラダ・レッドスターが参加したバート・アンド・ベイカーの異なる3つのリミックスは、ザ・ズビズビズー・エクステンデッド・プレイ（the Zou Bisou Bisou extended play）から、ローレンの「Zoo Be Zoo Be Zoo」による2つのヴァージョンは、ピート・アンド・ソフィア（Pete & Sophia）から採用し、さらにカラオケヴァージョンもある。さらに、ジルズ・デューティーのチャチャチャ・ヴァージョンを "Bisou Zou Bisou" のタイトルで Ca Tourne En Gironde から採用している。

## 日本でのカヴァー
1961年4月、森山加代子がカヴァー、シングルで発売している。7インチシングル盤規格品番：JP-5063、日本語詞：みナみカズみ、編曲：ダニー飯田、演奏：宮間利之とニューハード・オーケストラ。この音源は1993年1月27日にCD化、1996年7月10日に再発されている。ISRC：JPTO09250620。
同年には田代みどりも「ズビ・ズビ・ズー」のタイトルでカヴァーしており、この音源は1998年10月14日にCD化された。ISRC：JPTE06119090。
他には同年にスリー・グレイセスが「ズビ・ズビ・ズー」のタイトルで、アルバム『山のロザリア』に収録。1990年11月21日にCD化されている。ISRC：JPCO06116510。

## 備考
JASRACに於いては2018年現在、外国作品／出典：PJ (サブ出版者作品届)   ／作品コード 0Z0-0240-5 ZOO BE ZOO BE ZOOとして登録。計6組の歌手が「アーティスト」として登録されているが、ソフィア・ローレンは登録されていない。
訳詞として登録が為されているのは、みナみかずみ。
出版者は、LORNA MUSIC CO LTD。日本でのサブ出版はシンコーミュージック・パブリッシャーズである。